# Alexandre Calame

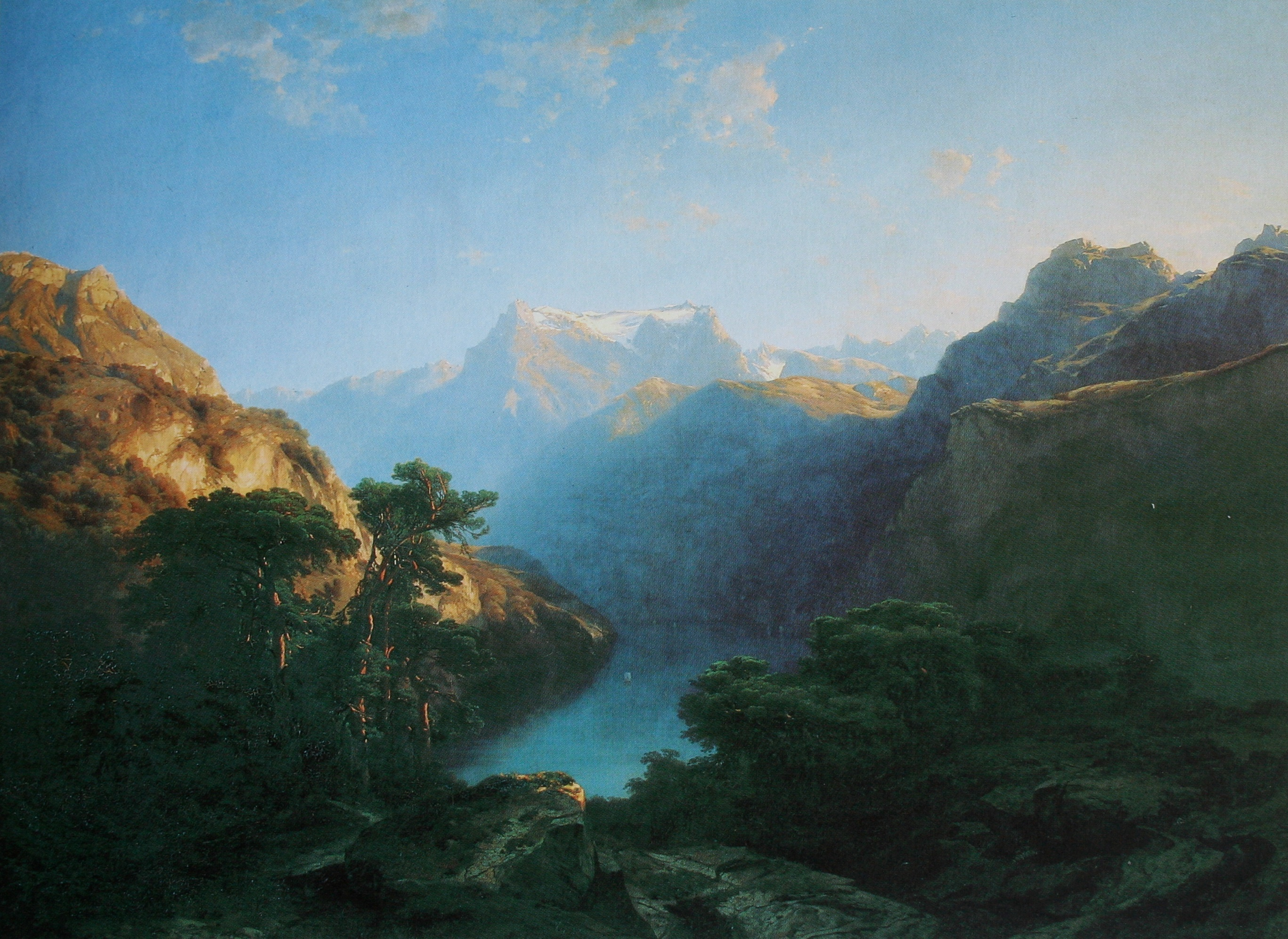
Jezioro Czterech Kantonów, 1849, Muzeum Sztuki w Bazylei

Alexandre Calame (ur. 28 maja 1810 w Vevey, zm. 17 marca 1864 w Mentonie) – szwajcarski malarz i grafik.
Malował nastrojowe, romantyczne pejzaże alpejskie (m.in. namalował Monte Rosa w pięciu wersjach), z których potem część powielał w licznych litografiach i akwatintach.